# Crown Towers
Ne doit pas être confondu avec Crowne Plaza Towers.
La Crown Towers (皇冠度假酒店), renommé Nüwa en 2018,  est un gratte-ciel de 151 mètres de hauteur construit à Macao en Chine en 2009.
Il abrite un casino et un hôtel sur 36 étages
Il fait partie du complexe City of Dreams qui abrite deux autres gratte-ciel.